# Adams Power Plant
De Edward Dean Adams Power Plant in Niagara Falls was de eerste grootschalige door waterkracht aangedreven wisselstroom-elektriciteitscentrale ter wereld. Van de waterkrachtcentrale, gebouwd in 1895, is alleen nog het transformatorhuis aanwezig, dat geregistreerd is als een U.S. National Historic Landmark.

## Geschiedenis
De Adams Power Plant werd gebouwd naar aanleiding van een plan uit 1886 van ingenieur Thomas Evershed om de waterkracht van de Niagarawatervallen af te tappen via een 2300 meter lang gemetseld kanaal. De Cataract Construction Company, een bedrijf opgericht om dit idee te exploiteren en geleid door voorzitter Edward Dean Adams, formeerde als eerste in 1890 de International Niagara Commission om een plan te bedenken om de waterval te temmen. De commissie gaf de voorkeur aan elektriciteit, maar kon geen oplossing geven aan Cataract.
In 1892 werd George Forbes ingehuurd als technisch raadgever en in mei 1893 overtuigde hij het bedrijf om een waterkrachtcentrale te bouwen op basis van meerfasige wisselstroom. Westinghouse Electric Company werd gecontracteerd voor het leveren van de 5000 paardenkracht (3700 kW), 25 Hz wisselstroomgeneratoren, gebaseerd op het werk van Nikola Tesla en Benjamin Lamme, terwijl I.P. Morris Company te Philadelphia de turbines mocht bouwen gebaseerd op het ontwerp van het Zwitserse bedrijf Faesch en Piccard.
De elektriciteitscentrale was op 25 augustus 1895 operationeel. Het water werd afgetapt van de bovenloop van de Niagararivier en via een 2100 meter lange tunnel geleid naar de generatoren. Het metselen van de tunnel van 5,5 bij 6,5 meter nam drie jaar in beslag en gebruikte meer dan 16 miljoen stenen in een vierlaags bekleding. Het werk kostte ook het leven aan achtentwintig werklieden.
De Niagara Power Station No.1, zoals deze centrale aanvankelijk werd genoemd, kon uiteindelijk 50.000 pk (37 MW) aan elektriciteit opwekken. De tien generatoren van 5000 pk elk waren opgedeeld in twee groepen van vijf met elk een eigen schakelbord. De uitgangsspanning van 2000 volt werd gebruikt in en rond Niagara Falls. Met transformatoren werd de spanning verhoogd naar 10.000 volt en getransporteerd naar gebieden rondom Niagara Falls. De spanning werd ook verhoogd naar 20.000 volt om te worden getransporteerd naar verder weg gelegen steden als Buffalo, Lockport en Tonawanda. Zowel de machinehal als het transformatorgebouw werd ontworpen door het architectenfirma McKim, Mead, and White. Lokaal gedolven kalksteen werd gebruikt voor de bouw ervan.
In 1927 werd de elektriciteitscentrale officieel vernoemd naar Edward Dean Adams. De originele Westinghouse generatoren bleven operationeel totdat in 1961 de centrale werd gesloten na te zijn opgevolgd door de Robert Moses Niagara-centrale en de Lewiston Pump-Generating-centrale. Vier jaar later werden de generatoren verwijderd en de machinehal gesloopt. Alleen het transformatorgebouw bleef behouden. In 1975 werd het transformatorgebouw opgenomen in het National Register van Historische Plaatsen en in 1983 benoemd tot een National Historic Landmark en een IEEE Milestone in 1990.

## Galerij

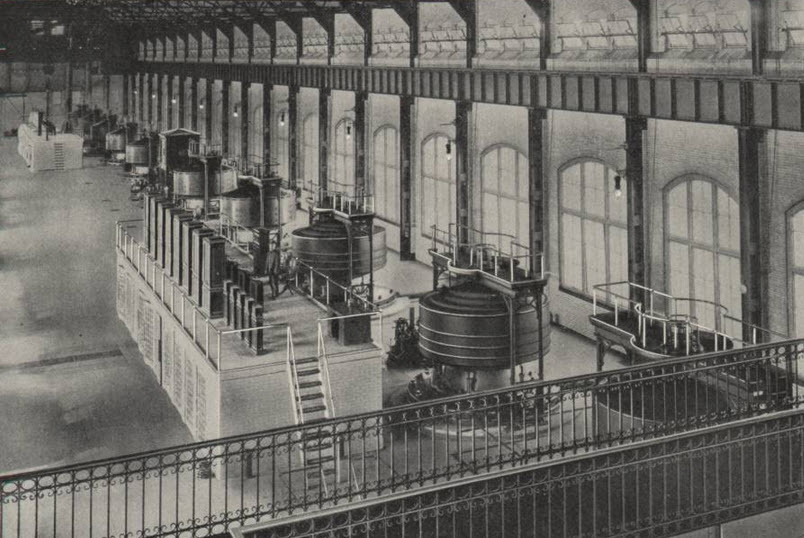
De tien 5000 HP Westinghouse-generatoren van de Edward Dean Adams Power Plant
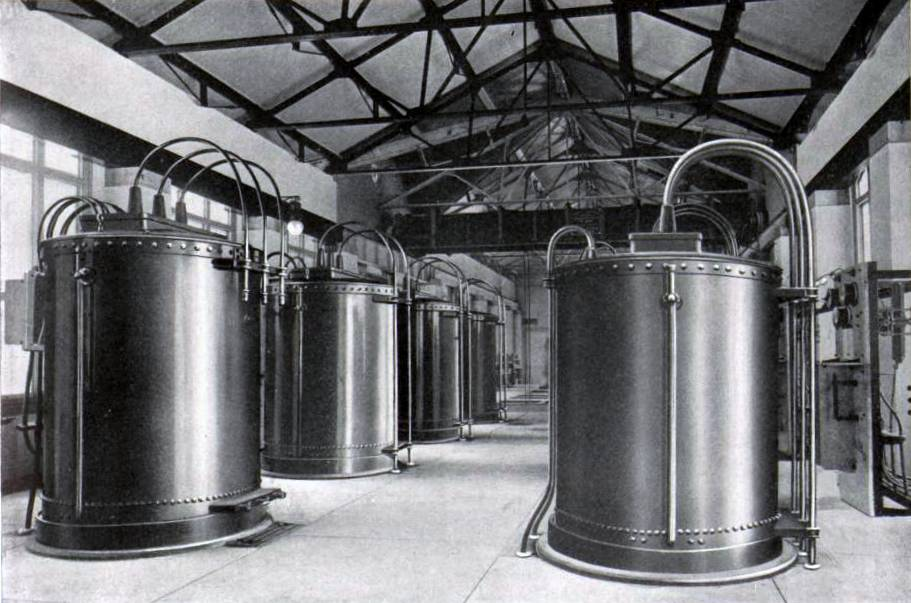
Acht van de tien 1875 kW transformatoren in het Adams Power Plant transformatorgebouw